# Javorníky
Ahornbjergene, Javornik-bjergene, eller Javorniks (tjekkisk og slovakisk: Javorníky) er en bjergkæde i de slovakisk-mæhriske karpater, der udgør en del af grænsen mellem Tjekkiet og Slovakiet i de Vestlige Karpater.
Dets højeste punkt er Veľký Javorník på 1.071 moh. Området strækker sig fra De Hvide Karpater i syd til Beskiderne i nord. Området adskiller Bečva- og Oder-flodsystemerne fra Turiec og Váh langs det europæiske vandskel. En del af området falder inden for det slovakiske Kysuce beskyttede landskabsområde.